# Peter Conradi

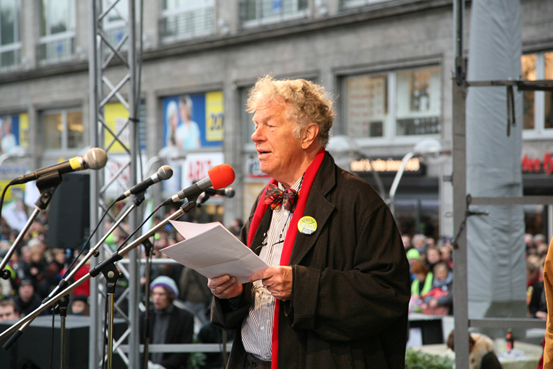
Peter Conradi (2010)

Peter Conradi (* 10. Dezember 1932 in Schwelm; † 11. März 2016 in Stuttgart) war ein deutscher Politiker (SPD). Von 1972 bis 1998 war er Abgeordneter des Deutschen Bundestages.

## Leben und Beruf
Peter Conradi, Sohn des Architekten Helmuth Conradi, besuchte von 1947 bis 1949 die Odenwaldschule im südhessischen Oberhambach. 1951 legte er in Stuttgart sein Abitur ab. Anschließend absolvierte er bis 1952 ein Zimmermannspraktikum. Von 1952 bis 1953 folgte ein sozialwissenschaftliches Studium in den Vereinigten Staaten. Nach der Rückkehr nach Deutschland wechselte er sein Studienfach und schrieb sich in der TH Stuttgart ein, um dort von 1953 bis 1961 Architektur zu studieren.
Im Jahre 1961 erhielt Peter Conradi sein Ingenieursdiplom, Fachrichtung Architektur. Nachdem er von 1961 bis 1963 bei der Hochbauverwaltung Baden-Württemberg gearbeitet hatte, wurde er zum Regierungsbaumeister ernannt. In den Jahren von 1963 bis 1967 war er Assistent an der Universität Stuttgart und wechselte anschließend bis 1972 wieder zur Hochbauverwaltung. Dort war er von 1967 bis 1972 Leiter des Staatlichen Hochbauamts und stieg 1972 zum Oberregierungsbaudirektor auf.

## Partei
Peter Conradi war seit 1959 Mitglied der SPD. Von 1958 bis 1960 gehörte er auch dem Sozialistischen Deutschen Studentenbund (SDS) an, zu dem die SPD 1961 nur ein Jahr später einen Unvereinbarkeitsbeschluss fasste. Von 1966 bis 1969 war Conradi Vorstandsmitglied des SPD-Kreisverbandes Stuttgart. 1968 rückte er in den Landesvorstand der SPD Baden-Württemberg auf, aus dem er 1972 wieder ausschied. Anschließend war er von 1972 bis 1977 Kreisvorsitzender der SPD Stuttgart.
Von 1972 bis 1974 war Conradi als Mitglied der SPD-Kommission Bodenrechtsreform erstmals in einem bundespolitischen Gremium vertreten. Von 1979 bis 1993 gehörte er dem Parteirat der SPD an und von 1984 bis 1993 war er Mitglied der SPD-Kontrollkommission.

## Weitere Engagements
Conradi war Mitglied der Arbeiterwohlfahrt, von Amnesty International und von Transparency International.
Im Februar 2005 setzte sich Peter Conradi als Mitglied der Deutschen Parlamentarischen Gesellschaft (DPG) für einen Erhalt der Bonner Villa Dahm im ehemaligen Bonner Regierungsviertel ein. Er suchte damals mit den Architektinnen des Bonner Kongresszentrums (IKBB/WCCB) nach einer Lösung, wegen Mehrkosten konnte der Abriss jedoch letztlich nicht verhindert werden.
Im Oktober und November 2010 nahm er auf Seite der Projektgegner an der Schlichtung zu Stuttgart 21 teil. Dabei sagte er:

„Das politische System Deutschlands wird in 20 Jahren dem der Schweiz viel ähnlicher sein.“

Er setzte sich als einer der Hauptverfechter für Christos Projekt der Verhüllung des Reichstags ein („Wir werden nicht hierher gewählt, um zu entscheiden, was Kunst ist. Wir entscheiden hier, ob der Reichstag für diese Aktion freigegeben wird.“) und konnte erleben, dass der Bundestag am 25. Februar 1994 dem Projekt in freier Abstimmung zustimmte.

## Öffentliche Ämter
Conradi unterlag bei der Wahl zum Stuttgarter Oberbürgermeister 1974 gegen Manfred Rommel (CDU). Zuvor hatte Conradi sich im parteiinternen Bewerbungsverfahren gegen Jürgen Hahn durchgesetzt. Von 1972 bis 1998 war er Mitglied des Deutschen Bundestages. Bevor er 1998 aus dem Parlament ausschied, gehörte er dem Ältestenrat an und war als stellvertretendes Mitglied im Innenausschuss, im Haushaltsausschuss sowie im Ausschuss für Raumordnung, Bauwesen und Städtebau vertreten.
Von 1999 bis 2004 war Conradi Präsident der Bundesarchitektenkammer. Er engagierte sich in der Initiative Bürgerbahn statt Börsenbahn, die sich die Verhinderung der geplanten Teilprivatisierung der Deutschen Bahn AG zum Ziel gesetzt hatte.

## Veröffentlichungen
- Wohnen in Deutschland - Not im Luxus. Hoffmann und Campe, Hamburg 1994, ISBN 3-455-11022-3.